# قرش صائد الحيتان الإندونيسي
قرش صائد الحيتان الإندونيسي (الاسم العلمي: Carcharhinus tjutjot)، نوع من القرش الترابي وفصيلة البنبكيات. حتى وقت قريب، كان يعتقد أنه مرادف لقرش أبيض الخد.